# Ordre du Croissant (maison capétienne d'Anjou-Sicile)
Pour les articles homonymes, voir Ordre du Croissant.
L'ordre du Croissant est un ordre de chevalerie du Moyen Âge fondé en  Provence en 1448  par le roi René d'Anjou et éteint vers 1480-1485. De nos jours des associations se réclament de cet ordre.

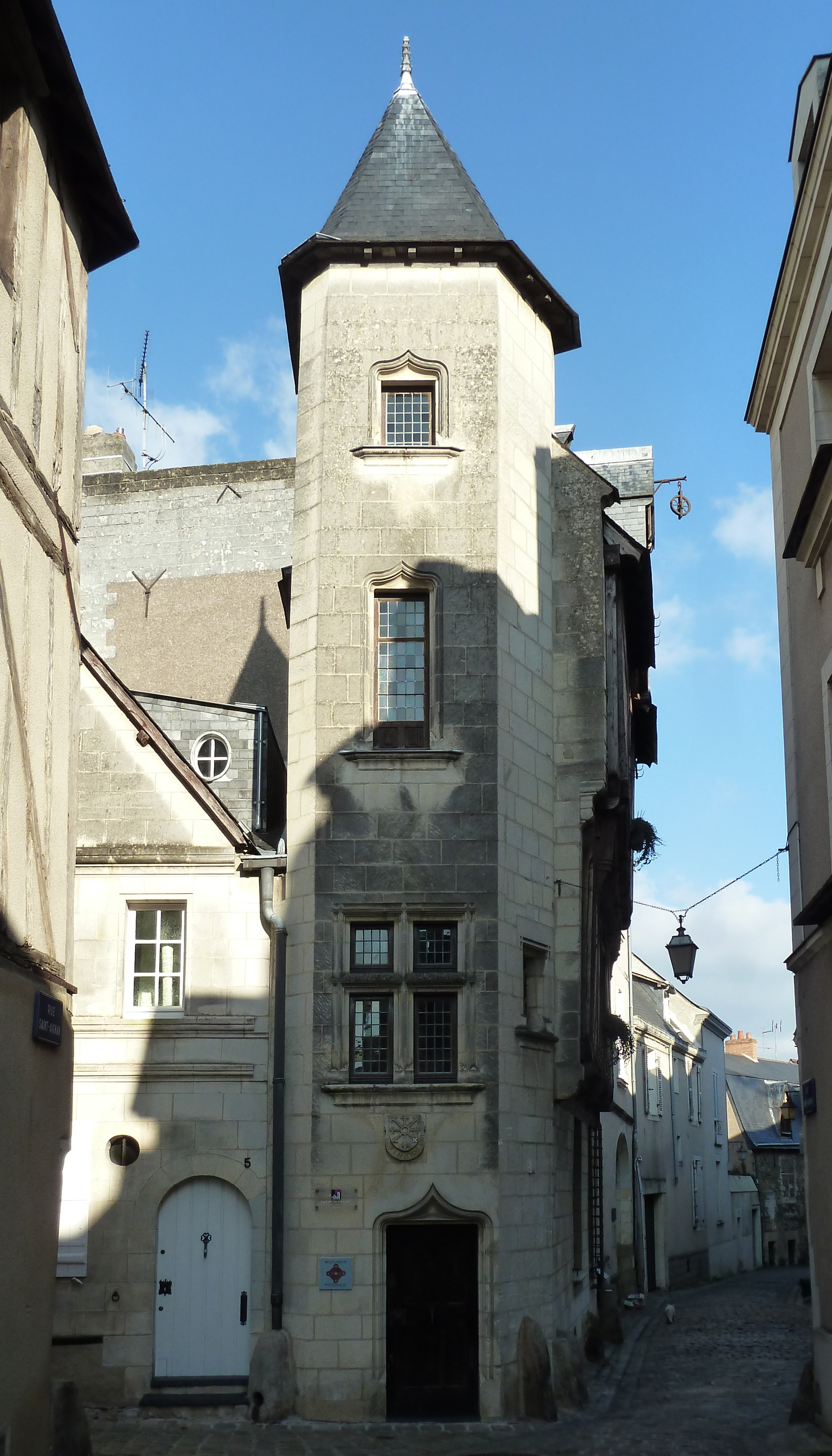
Angers, rue de Saint-Aignan, la maison de l'estaigner où se réunissaient les chevaliers de l'ordre, au-dessus de la porte et sous la fenêtre se trouve le blason portant l'inscription « LOS EN CROISSANT » (« Vertu croissante mérite louange »).

## Fondation
L’ordre du Croissant fut fondé le 11 août 1448 en Provence par René d'Anjou, duc d'Anjou, comte de Provence roi de Sicile, roi de Jérusalem, roi d'Aragon etc. Il précède de 21 ans le premier ordre de chevalerie créé par les rois de France, l'ordre de Saint-Michel.
Selon Émile Perrier, l'idée lui aurait été suggérée par l'établissement de l'ordre de la Toison d'or institué en 1430 par le duc Philippe II de Bourgogne. Selon l'érudit du XVIIe siècle Claude Ménard, il se serait inspiré de l'ordre du Navire, dit d'Outre-Mer et du Double-Croissant, créé par Saint Louis en 1269 pour récompenser les seigneurs qui l'avaient accompagné en Terre sainte et pour engager la noblesse à rejoindre l'armée des croisés et qui disparut à la mort du roi.
Note : un ordre du même nom fut fondé à Messine, dit-on, par  Charles d'Anjou, frère de Saint Louis, en mémoire de la victoire qu'il venait de remporter à Tagliacozzo le 23 août 1268 sur Conradin, son compétiteur au royaume de Naples. L'insigne consistait en un croissant d'or, entouré de la devise : Donec impleat orbem ( "jusqu'à ce qu'il remplisse le monde entier"), et suspendu à un collier. Cette institution, appelée aussi par quelques historiens italiens Ordine della Luna et aussi della MezzaLuna, eut une très courte durée. Pierre Hélyot consteste la réalite des ordres du Croissant attribués à  Saint-Louis et Charles d'Anjou.

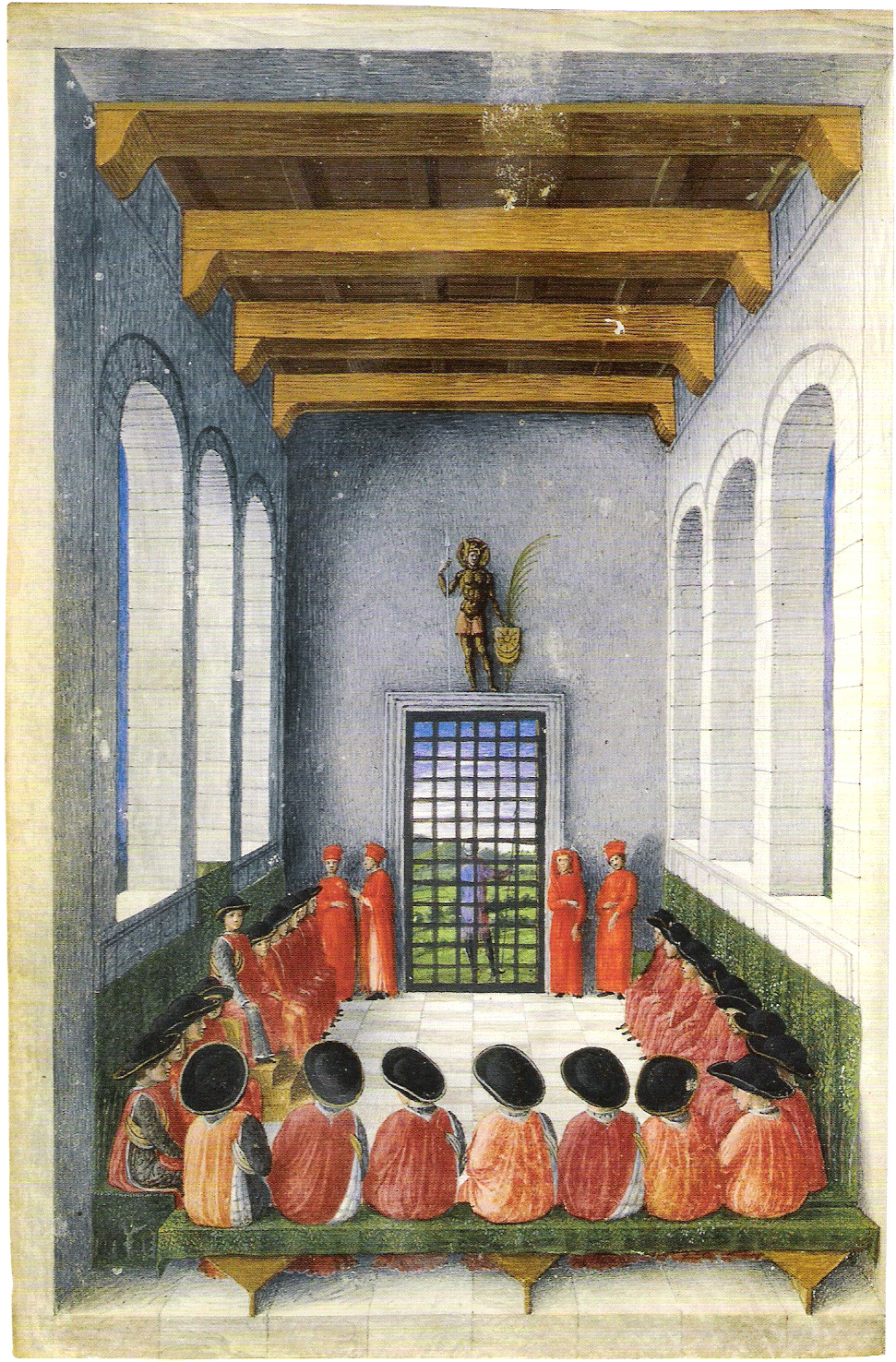
Une assemblée de l'ordre en habit. Miniature extraite de la Passion de saint Maurice et de ses compagnons, Bibliothèque de l'Arsenal, Ms.940.

## Statuts
Les statuts de l'ordre portent la date du 11 août 1448. 
Selon les statuts, l'ordre qui ne comporte pas plus de cinquante chevaliers, est conçu comme une récompense en faveur d'une élite aristocratique (l'article premier stipulait que nul ne poura être reçu ni porter ledit ordre s'il n'était duc, prince, marquis, comte, vicomte ou issu d'ancienne chevalerie, et gentilhomme de ses quatre lignes).
Les statuts indiquent que les chevaliers de l'ordre se réuniront chaque année à la fête de la Saint Maurice pour tenir un chapitre général dans un local déterminé.
La chapelle de l'Ordre fut établie dans le transept sud de la  cathédrale d'Angers. On y trouvait disposés des tableaux et des carreaux ainsi qu'un autel dédié à Maurice d'Agaune. Les tableaux réunissaient une composition emblématique ; l’écu, le cimier et les lambrequins, ainsi que des inscriptions. D'après les statuts et les décisions prises en conseil, on sait que les sièges des chevaliers étaient accompagnés de leurs écus et de leurs timbres, qu'ils étaient disposés de part et d'autre de la statue de Saint Maurice, placée au centre de la façade sud du transept, suivant l’ordre d'entrée dans l'ordre,.

## Costumes et collier de l'ordre
Les chevaliers et écuyers portaient des manteaux longs jusqu'au pieds. Ceux des princes étaient en velours rouge fourré d'hermine, ceux des autres chevaliers en velours fourré de létice ou menu vair et ceux des écuyers de satin rouge fourré de menu vair. Tous portaient en dessous du manteau des robes longues de damas gris, celles des chevaliers fourrée de gris, celles des écuyers fourrées de menu vair. Tous portaient sur la tête des chapeaux doublés et couverts de velours noir, ceux des chevaliers bordés d'une recte d'or, ceux des écuyers bordés d'une recte d'argent.
La création du collier précède la fondation de l’ordre (au mois de juillet ou au mois d'août 1447, un mandement de payer pour ce collier est émis à Marseille. Le paiement date du 24 septembre). Le collier de l'ordre n'est pas mentionné dans les statuts, en revanche, d'après ces statuts le port d'un croissant sous le bras droit est obligatoire. Ainsi dans un premier temps un collier a été retenu et dans un second, lors de la fondation de l'ordre, un nouvel insigne.
Le collier était fait d'une chaîne d'or à trois rangs, à laquelle était suspendu, par trois chaînettes d'or, un croissant d'or également sur lequel était gravé le mot Loz (louange) . On reconnaissait la valeur et la générosité des chevaliers aux ferrets d'aiguillettes d'or accrochés à ce croissant, et qui correspondaient au nombre de batailles ou sièges au cours desquels ils avaient combattu.

## Devise
La devise de l'ordre était  « Los (ou Loz) en croissant »  (« Louange au croissant »).

## Disparition
L'ordre du Croissant ne survécut pas à son créateur René d'Anjou mort en 1480. Le pape Pie II s'apercevant que René d'Anjou se servait de l'ordre du Croissant pour se faire des partisans dans la noblesse napolitaine le supprima par une bulle le 5 janvier 1460, mais le pape ne paraît pas avoir mis cette mesure à exécution. L'ordre continua de subsister, en France, du moins, jusqu'à la mort de René d'Anjou sans aucune tentative de prohibition, et le chapitre d'Angers n'interrompit pas la célébration des offices. Il est probable que les successeurs de Pie II, avec lesquels le roi de Sicile entretenait les meilleures relations, laissèrent la bulle de suppression à l'état de lettre morte. L'on trouve, en effet, des traces de l'existence du Croissant jusqu'au mois de mai 1480, époque à laquelle les officiers de la Chambre des Comptes d'Angers reprirent, sur l'injonction du prince, aux héritiers du trésorier Benjamin, qui venait de mourir, tous les objets appartenant à l'ordre, notamment les habits et les tentures de cérémonie remis par le défunt aux chanoines de la cathédrale.

### Composition de l'ordre du Croissant
En tête de l'ordre du Croissant se trouvait le sénateur, qui était grand maître de l'ordre. Il était choisi au sein de l'ordre, chaque année, le jour de la fête de saint Maurice, le 22 septembre.
| Nom | Nom                    | Nom | Début du mandat   | Fin du mandat     | | Notes |
| --- | ---------------------- | --- | ----------------- | ----------------- | --- | ----- |
|     | Guy II de Laval-Loué   |     | 1448              | 22 septembre 1449 | Seigneur de Loué, de Benais, de Montsabert, de La Faigne et de Marcilly                                                |       |
|     | René Ier d'Anjou       |     | 22 septembre 1449 | 22 septembre 1450 | Roi titulaire de Naples et de Jérusalem, duc d'Anjou et pair de France, duc de Bar, duc de Lorraine, comte de Provence |       |
|     | Jean Cossa             |     | 22 septembre 1450 | 1451              | Comte de Troïa, baron de Grimaud, seigneur de Marignane et de Grignac                                                  |       |
|     | Louis de Beauvau-Craon |     | 1451              | 1452              | Baron de Beauvau, seigneur de Champigné et de La Roche-sur-Yon, baron de Château-Renard, maréchal de Provence          |       |
|     | Bertrand de Beauvau    |     | 1452              | 1453              | Baron de Pressigny, seigneur de Sillé-le-Guillaume et de Briançon                                                      |       |
|     | Jean II de Lorraine    |     | 1453              | 1454              | Duc de Calabre et duc de Lorraine                                                                                      |       |
|     | Ferry II de Vaudémont  |     | 1454              | 1455              | Comte de Vaudémont, baron de Joinville                                                                                 |       |

Les chevaliers avaient de plus un chapelain, un chancelier, un trésorier, un greffier, un roi d'armes et un poursuivant. Tous ces officiers, élus à vie, ne faisaient pas partie de l'ordre, mais un costume de cérémonie était attribué spécialement à chacun d'eux. Le chapelain devait avoir le titre d'évêque. Cette fonction fut dévolue à Antoine Ferrier. Le chancelier fut Charles de Castillon et ensuite Jean Breslay, juge ordinaire d'Anjou. Antoine Bernard, dit Moreau, conseiller du roi de Sicile, et Pierre Le Roy, dit Benjamin, son vice-chancelier, furent nommés successivement trésoriers du Croissant. Jean de Charnières, secrétaire et argentier du roi de Sicile, remplit la charge de greffier. Le roi d'armes fut le seigneur du Houssay, qui prit le nom de Los. Le héraut ou poursuivant est connu seulement sous le nom de Croissant.

## Liste des chevaliers de l'ordre du Croissant
Le nombre de cinquante chevaliers est fixé dès le premier paragraphe des statuts.
Louis de Farcy indique qu'il est impossible de dire exactement dans quel ordre elle eut lieu l'admission des chevaliers. Les documents à ce sujet ne sont pas concordants, et un manuscrit de la bibliothèque Inguimbertine de Carpentras, Manuscrit. 1793, fol. 49., ainsi qu'Augustin Calmet donne des ordres avec une date :

### Admissions de 1448 à 1452
- 1.  Louis de Beauvau-Craon (+1472), baron de Beauvau, seigneur de Champigné et de La Roche-sur-Yon, baron de Château-Renard, maréchal de Provence, chevalier de l'ordre du Croissant, date d'admission :11 août 1448
- 2.  Ferry II de Vaudémont (1417-1470), comte de Vaudémont, baron de Joinville, chevalier de l'ordre du Croissant, date d'admission :11 août 1448
- 3.  Pierre de Meuïllon (ou Mëolon, Mévoïlon) (+v.1471), seigneur de Ribiers, grand écuyer des écuries de Louis III d'Anjou et de René Ier d'Anjou, chevalier de l'ordre du Croissant, date d'admission :11 août 1448
- 4.  Jean Cossa (1417-1470), comte de Troïa, baron de Grimaud, seigneur de Marignane et de Grignac, chevalier de l'ordre du Croissant, date d'admission :11 août 1448
- 5. René Ier d'Anjou, roi titulaire de Naples et de Jérusalem, duc d'Anjou et pair de France, duc de Bar, duc de Lorraine, comte de Provence, créateur et chevalier de l'ordre du Croissant, date d'admission : 14 août 1448
- 6.  Élion de Glandevès[22], seigneur de Faucon-du-Caire, co-seigneur de Château-Arnoux et de Châteauneuf-Val-Saint-Donat, viguier de Marseille, chevalier de l'ordre du Croissant, date d'admission : 25 août 1448
- 7.  Louis de Clermont-Gallerande (+v.1477), chevalier de l'ordre du Croissant, date d'admission : 25 août 1448
- 8.  Tanneguy IV du Chastel (+1477), vicomte de La Bellière, chevalier de l'ordre du Croissant, date d'admission : 23 septembre 1448
- 9.  Louis de Bournan, seigneur du Coudray, viguier de Marseille, chevalier de l'ordre du Croissant, date d'admission : 11 février 1449
- 10.  Pierre de Glandevès, seigneur de Château-Arnoux et de Châteauneuf-Val-Saint-Donat, viguier de Marseille, chevalier de l'ordre du Croissant, date d'admission : 2 mars 1449
- 11.  Guy II de Laval-Loué (+1484), seigneur de Loué, de Benais, de Montsabert, de La Faigne et de Marcilly, chevalier de l'ordre du Croissant, date d'admission : 16 mars 1449
- 12.  Fouquet d'Agoult (v.1400-1492), baron de Mison, de la Tour d'Aigues, de Sault et de Forcalquier, seigneur de Thèze, de Barret, de Volone, de La Bastide, de Peypin et de Niozelles, viguier de Marseille, chevalier de l'ordre du Croissant, date d'admission : 16 mars 1449
- 13.  Raymond d'Agoult (+v.1505), baron de Sault, de Mison, de la Tour d'Aigues, seigneur de Cypières, chevalier de l'ordre du Croissant, date d'admission : 19 juin 1449
- 14.  Gilles de Maillé (+v.1465), seigneur de Brezé, chevalier de l'ordre du Croissant, date d'admission : 27 juillet 1449
- 15.  Guillaume de la Jumelière, seigneur de la Guerche et de Martigné-Briant, chevalier de l'ordre du Croissant, date d'admission : 28 juillet 1449
- 16.  Francesco Sforza (1401-1466), duc de Milan, chevalier de l'ordre du Croissant, date d'admission : 26 août 1449
- 17.  Giacchantonio Marcello, procurateur de Saint-Marc de Venise, et auteur du poème latin sur l'ordre du Croissant, chevalier de l'ordre du Croissant, date d'admission : 28 juillet 1449
- 18.  Jean de La Haye, seigneur de Passavant, chevalier de l'ordre du Croissant, date d'admission : 4 septembre 1449
- 19.  Pierre Ier de Champagne (+1486), seigneur de Champagne, de Pescheseul, de Lonvoisin, de Bailleul et Parcé, prince de Montorio et d'Aquila, premier baron du Maine, vice-roi de Sicile, chevalier de l'ordre du Croissant, date d'admission : 19 septembre 1449
- 20.  Gérard III de Haraucourt (+v.1475), co-seigneur de Haraucourt, seigneur de Bayon, d'Ubéxy, chevalier de l'ordre du Croissant, date d'admission : 19 septembre 1449
- 21.  Simon d'Anglure (+1484), vicomte d'Estoges, chevalier de l'ordre du Croissant, date d'admission : 22 septembre 1449
- 22. Jean II de Lorraine (1426-1470), duc de Calabre et duc de Lorraine, chevalier de l'ordre du Croissant, date d'admission : 5 novembre 1449
- 23.  Thierry III de Lenoncourt (+1483), seigneur de Lenoncourt, chevalier de l'ordre du Croissant, date d'admission : 2 janvier 1450
- 24.  Jean III du Bellay (1400-+1482), seigneur du Bellay (en Allonnes), de Gizeux, La Jousselinière, Langey et du Bois-Thibault, chevalier de l'ordre du Croissant, date d'admission : 5 novembre 1450
- 25.  Jean Amenard, seigneur de Chanzé et de Bouillé, chevalier de l'ordre du Croissant, date d'admission : 29 mars 1451
- 26.  Bertrand de Beauvau, baron de Pressigny, seigneur de Sillé-le-Guillaume et de Briançon, chevalier de l'ordre du Croissant, date d'admission : 8 mai 1451
- 27.  Jean du Plessis, seigneur de Parnay, viguier de Marseille, chevalier de l'ordre du Croissant, date d'admission : 20 juin 1451
- 28.  Jean de Fénestrange, chevalier de l'ordre du Croissant, date d'admission : 21 septembre 1452
- 29.  Gérard de Ligniville, seigneur de Tumejus, chevalier de l'ordre du Croissant, date d'admission : 23 octobre 1452

### Admissions postérieures (1452-1462)
- 30.  Antoine de Clérambault (+v.1500), seigneur du Plessis-Clerambault, chevalier de l'ordre du Croissant
- 31.  Jean II de Nassau-Sarrebruck (1423-1472), comte de Nassau-Sarrebruck, chevalier de l'ordre du Croissant
- 32.  Jean III de Harpedane, seigneur de Belleville et de Montaigu, chevalier de l'ordre du Croissant
- 33.  Jean IV de Beauvau-Craon, seigneur des Rochettes, de Sermaise et des Essarts, baron de Manonville, chevalier de l'ordre du Croissant
- 34.  Philippe de Lenoncourt, co-seigneur de Lenoncourt, seigneur de Gondrecourt, de Serres, de Frouard, chevalier de l'ordre du Croissant
- 35.  Guichard de Montberon, seigneur d'Avoir et de Grézigné, baron de Mortagne, chevalier de l'ordre du Croissant

### Admissions postérieures (après 1462)
- 36.  Charles IV du Maine (1414-1472), comte du Maine, de Guise, de Gien et de Mortain, vicomte de Châtellerault et de Martigné, seigneur de la Ferté Bernard et pair de France, chevalier de l'ordre du Croissant
- 37.  Gaspard Cossa, chevalier de l'ordre du Croissant
- 38.  Saladin d'Anglure (+1499), vicomte d'Etoges, seigneur de Boursault, de Fère-Champenoise et de Nogent, chevalier de l'ordre du Croissant
- 39.  Jacques de Brézé (+1494), comte de Maulévrier, baron du Bec-Crespin et de Mauny, chevalier de l'ordre du Croissant
- 40.  Jacopo de' Pazzi, seigneur d'Aubignan, viguier de Marseille, chevalier de l'ordre du Croissant
- 41.  Roberto Sanseverino (+1498), prince de Salerne, comte de Caiazzo, chevalier de l'ordre du Croissant
- 42.  Gabriel III de Valori (1412-1469), baron de Châteaurenard, seigneur de Marignane, de Martigues, de Rognac, d'Eguilles, chevalier de l'ordre du Croissant
- 43.  Guy d'Avaugour, seigneur des Loges, chevalier de l'ordre du Croissant
- 43.  Thibaut de Bournan, chevalier de l'ordre du Croissant
- 44.  Charles de Castillon (+1461), baron d'Aubagne, seigneur de Roquefort, de Cassis, de Saint-Marcel et du Castellet, chevalier de l'ordre du Croissant
- 45.  Brandelis de Champagne (+1504), seigneur de Bazoges, de Brouassin, de Villaines, de Vaucelles, de Bazeilles, chevalier de l'ordre du Croissant
- 46.  André de Haraucourt (+1484), co-seigneur de Haraucourt, seigneur de Bayon, d'Ubéxy, de Landécourt, de Franconville, de Séranville, de Louppy, de Dreuville, de Maréville, chevalier de l'ordre du Croissant
- 47.  Bertrand de La Haye, seigneur de Maulévrier, chevalier de l'ordre du Croissant
- 48.  Louis de La Haye, seigneur de Maulévrier et de Passavant, chevalier de l'ordre du Croissant
- 49.  Hardouin de La Jaille, chevalier de l'ordre du Croissant
- 50.  N. Le Poulchre, seigneur de la Motte-Messensé et de la Pouqueray, chevalier de l'ordre du Croissant
- 51.  Philippe Le Veneur de Tillières (+1486), baron de Tillières, seigneur du Homme et de Valquier, chevalier de l'ordre du Croissant
- 52.  Bermont de Lévis (+1487), baron de la Voulte, chevalier de l'ordre du Croissant
- 53.  René du Matz, seigneur de Durestal, de Mathefelon et de la Vezouvière, chevalier de l'ordre du Croissant
- 54.  Foulques Riboulle, seigneur d'Assé, chevalier de l'ordre du Croissant
- 55.  Jean VII de Salm, comte de Salm, chevalier de l'ordre du Croissant
- 56.  Barthélemy de Valori (1376-?), duc de Gaète, marquis de Lecce, seigneur de Marignane, de Martigues et des Iles-d'Or, chevalier de l'ordre du Croissant
- 57.  Marcelin d'Audiffret[23], chevalier de l'ordre du Croissant par lettres patentes[24], du 18 septembre 1464[25], Gouverneur du fort de Jausiers, général des armées de René Ier d'Anjou.
- 58.  Eustache Ier du Bellay, chevalier de l'ordre du Croissant, seigneur de Gizeux, du Bellay et du Bois-Thibault, admis en 1475[26].

## Galerie

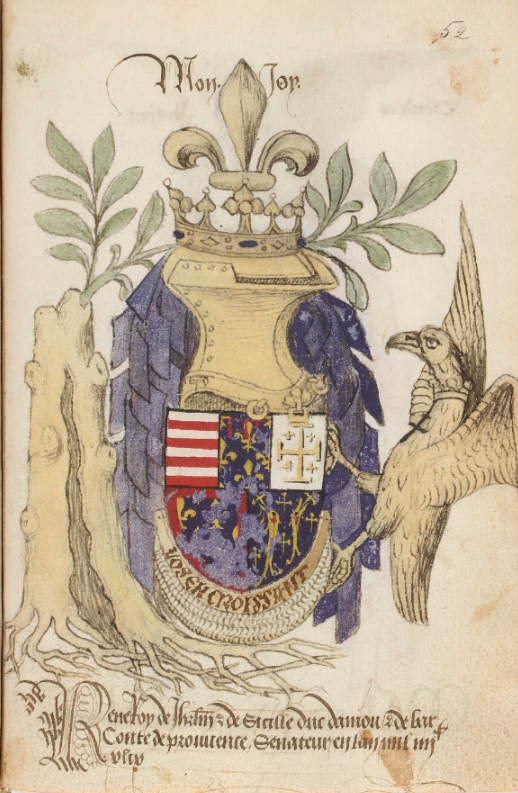
Armes du roi René d'Anjou.
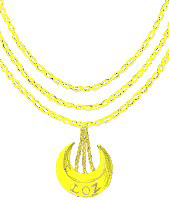
Ordre du Croissant
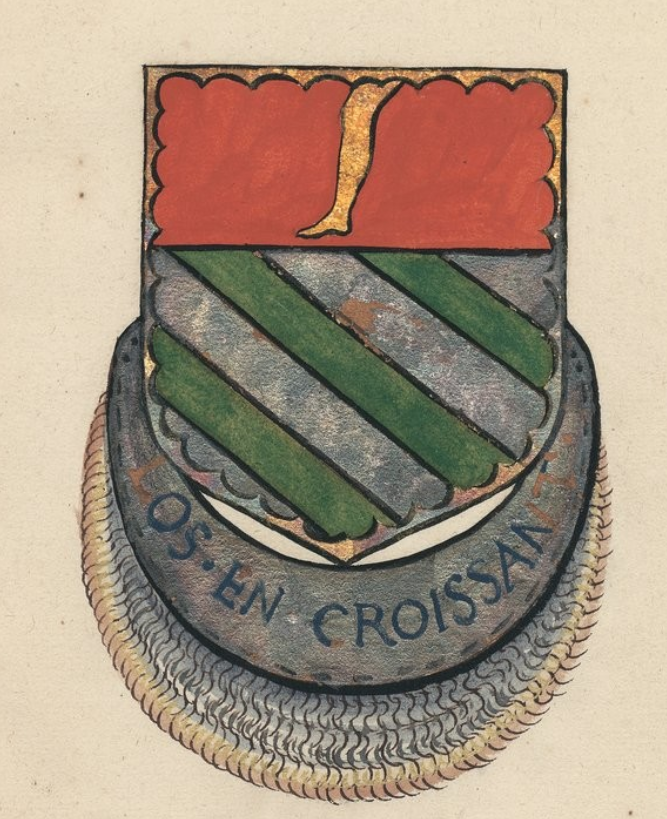
Armoiries de Jean Cossa